# South Kyme
South Kyme – wieś w Anglii, w hrabstwie Lincolnshire. Leży 31 km na południowy wschód od Lincoln i 168 km na północ od Londynu.